# Гипотезы происхождения НЛО
Термин «неопознанный летающий объект» — обобщающее понятие, обозначающее передвижение в воздушном пространстве не идентифицированных летательных аппаратов, употребляется диспетчерами наземных служб слежения по отношению к зарегистрированному движению в воздухе аппаратов, не поддающихся классификации. В уфологии — обобщает все случаи наблюдения неидентифицированных летательных аппаратов, которым на данный момент нет другого научного объяснения. Тем не менее существует ряд паранаучных гипотез, к которым прибегают различные авторы для объяснения этих случаев. Ниже приводятся основные из них, все остальные возможные гипотезы являются их комбинацией.

## Версия внеземного происхождения НЛО
Внеземная гипотеза происхождения НЛО (англ. The Extraterrestrial Hypothesis — ETH) — наиболее распространённая гипотеза, объявляющая НЛО космическими кораблями инопланетян. Большинство уфологов рассматривает только эту гипотезу.

### История гипотезы
Дженни Рэнделс (англ. Jenny Randles) и Питер Хоу (англ. Peter Hough) в книге «Тайны НЛО» (англ. «The complete book of UFOs: fifty years of alien contacts and encounters» (1994)) высказывали предположение, что внеземная гипотеза возникла из-за того, что военные, которые занимались в конце 1940-х гг. изучением «летающих тарелок», опасаясь возможной их причастности к Советскому Союзу, заранее исходили из постулата, что НЛО являются чьими-нибудь летательными аппаратами.
Внеземные гипотезы высказывались ещё в книгах Дональда Кихо «The flying saucers are real» (1950) и «Летающие тарелки из космоса» (1953). В 1950 г. вышла книга Джеральда Херда (англ. Gerald Heard) «The riddle of the flying saucers», в которой автор, взяв на вооружение мнение некоторых учёных его времени о том, что Марс может быть единственной пригодной для жизни планетой Солнечной системы, на которой могут обитать насекомые, высказывается, что НЛО прилетают с Марса, пилотируемые внешне и по образу жизни похожими на пчёл существами.
Внеземная версия высказывалась ещё и в книге Джессапа Морриса (англ. Jessup Morris) «The case for the UFO» (1955), где автор утверждал, что возле Земли находится инопланетная база, а НЛО прилетают на Землю откуда-то из Солнечной системы. Моррис писал, что инопланетные технологии во многом превосходят земные.

### Доказательства гипотезы
В некоторых случаях рассказывалось, будто при контактах энлонавты объявляли себя представителями внеземной цивилизации: у Дж. Адамски якобы состоялся контакт с жителем Венеры, Эдуард Мейер (англ. Eduard Meier) из Швейцарии утверждал, что в 1975 г. видел опустившийся на землю НЛО и общался с человекоподобными существами, будто бы назвавшимися пришельцами с Плеяд.
Примером может служить случай, впервые описанный в журнале «Флаинг сосер ревью» за октябрь 1969 г., также упомянутый уфологом Жаком Валле в книге «Великие загадки Земли». 24 апреля 1964 г., как сообщают, фермер Гарри Уилкокс удобрял своё поле возле города Тайога, штат Нью-Йорк. Около 10 часов утра он прервался и отправился в другое поле, окружённое лесом, чтобы его проверить. На опушке он заметил некий серебристый предмет, который сначала был им принят за выброшенный холодильник, а затем — за какую-то часть самолёта. На поверку оказалось, что на земле стоял яйцевидный объект металлического цвета примерно 5×6 м.
В следующий момент он якобы заметил возле себя человекоподобные фигуры высотой около 1 метра и 20 сантиметров, одетые в некие подобия комбинезонов и с капюшонами, полностью закрывающими их лица. Каждый из них держал «поднос» с землёй на нём. Существа обратились к Уилкоксу на английском языке, слова исходили будто не из «головы», а из всего тела: «Не пугайтесь, мы прежде уже общались с людьми. Мы прибыли с небесного тела, которое вы, люди, называете планетой Марс».
Существа начали расспрашивать Уилкокса об удобрениях, которые он сыпал, и тот попытался объяснить им, что от них злаки лучше растут. Существа же ему рассказали, что на Марсе еду также выращивают и что якобы из-за изменений в «окружающей среде» эти существа вынуждены были осваивать сельскохозяйственные методы людей. Гарри Уилкокс: «Когда они говорили о космосе или о своём корабле, мне было трудно понять их объяснения. Они сказали, что могут прилетать со своей планеты только раз в два года, и в настоящее время изучают Западное полушарие». Существа якобы были удивлены, что фермер увидел яйцевидный объект, «поскольку их корабль труднее обнаружить днём», ещё говорили о межпланетных перелётах, Уилкоксу сообщили, что человек вряд ли сумеет успешно их совершать вследствие неприспособленности его организма к этому.
Было решено подарить этим существам мешок с удобрениями, но пока Уилкокс за ним ходил, существа и яйцевидный предмет исчезли. Фермер оставил мешок на поле, а на следующий день обнаружил, что мешка нет.
Наиболее же интригующими являются показания Бетти Хилл о предполагаемом похищении её жителями звезды Дзета Сетки (англ. Zeta Reticuli). Бетти Хилл под гипнозом нарисовала «звёздную карту», которую ей якобы показывали во время похищения, а позже астроном-любитель нашла и опознала звёзды, изображённые на ней.

### Доводы против данной гипотезы
1. Ни на одной известной науке планете не обнаружено признаков разумной жизни. Лунные леса, о которых сообщал Адамски, обнаружены не были.
2. Межзвёздные расстояния. Противники версий о причастности внеземных цивилизаций к НЛО обращают внимание на гигантские расстояния между звёздами, на преодоление которых при скорости меньше скорости света (теория относительности) требуются многие годы. Впрочем, многие энтузиасты внеземной гипотезы и писатели-фантасты всё-таки разрабатывают способы межзвёздных сообщений, но собственно неопознанные летающие объекты такие рассуждения мало затрагивают.
3. Свойства НЛО, противоречащие нашим представлениям о внеземном разуме. В некоторых случаях рассказывалось о НЛО, которые очень быстро двигались, резко меняли направление полёта, также об исчезновениях и внезапных появлениях НЛО на глазах очевидцев — не всегда эти объекты ведут себя как твёрдые тела, как объекты, состоящие из вещества.
4. Абсурдное поведение энлонавтов. Одним из самых ярых противников внеземной гипотезы был уфолог Жак Валле, который в своих трудах делал акцент на несоответствии поведения энлонавтов и поведения, приписываемого современной культурой инопланетянам. Он пытался обратить внимание на очевидно лишённое логики поведение энлонавтов — предполагаемых носителей высшего разума, только и способных осуществлять межзвёздные перелёты. К примеру, в историях о НЛО ещё со времён «воздушных кораблей» сообщается о явных для очевидцев «поломках» НЛО, о действиях энлонавтов, расцениваемых свидетелями как «починка» НЛО. Если постулировать, что НЛО совершают космические полёты, то кажется странным их несовершенство и склонность к частым неполадкам.

Жак Валле, «Пять аргументов против внеземного происхождения неопознанных летающих объектов»:

Мнения учёных обычно следовали мнению общественному в своей вере в то, что неопознанных летающих объектов не существует (версия естественного происхождения НЛО), или же, если они существуют, то должны являть собой доказательство посещения нас некой сверхразвитой расой космических путешественников (версия внеземного происхождения НЛО). Здесь автор позволяет себе высказать мнение, что изыскания в области НЛО не должны ограничиваться этими двумя альтернативными точками зрения. Напротив, накопленные по крупицам сведения показывают, что отдельные модели стремятся указать на то, что НЛО существуют, что они представляют собой ранее непризнанное явление, и что эти факты не свидетельствуют в пользу расхожей концепции «космических пришельцев». Ниже приводятся пять конкретных аргументов, вступающих в противоречие с гипотезами о внеземном происхождении НЛО:
1. необъяснимые близкие контакты по численности своей намного превосходят необходимое для физического обследования Земли количество их;
2. подобное человеческому строение тела так называемых «пришельцев» вряд ли обусловлено происхождением на другой планете и в биологическом смысле к космическим полётам не приспособлено;
3. поведение, о котором рассказывают в исчисляющихся тысячами сообщениях о похищениях, противоречит гипотезам о генетических или же научных опытах с людьми со стороны передовых рас;
4. распространённость явлений на протяжении всей документированной людской истории показывает, что НЛО — феномен, не свойственный только лишь нашему времени и
5. очевидная способность НЛО манипулировать пространством и временем наводит на радикально более разнообразные и глубокие альтернативные идеи, и три из них предлагаются в общих чертах вниманию читателя как бы в заключение данного документа.

## Версия естественного происхождения НЛО
Гипотезы о естественном происхождении НЛО (англ. The Natural Explanation Hypothesis или Null hypothesis Архивная копия от 30 августа 2009 на Wayback Machine) основаны на вере в то, что все необъяснённые случаи, сообщения о НЛО, если не являются мистификациями, то возникают вследствие наблюдения за явлениями, уже известными, описанными и изученными современной наукой: метеорами, летящими птицами, горящим болотным газом. Уфологов, придерживающихся данной точки зрения, иногда называют «скептиками». Наиболее известными уфологами-«скептиками» являются Эдвард Кондон, Филип Класс и Дональд Мензел.
Также есть предположение некоторых учёных, что многие НЛО — это шаровые молнии.
Подобный подход к проблеме НЛО таки позволяет дать объяснение многим случаям. Но иногда «скептики» намеренно игнорируют те или иные факты, детали сообщений очевидцев, которые противоречат их выводам (смотри «„Псевдоопознанные“ объекты»). Далее, не все случаи наблюдения НЛО, в частности так называемые близкие контакты (смотри классификацию контактов с НЛО), хоть отдалённо напоминают известные науке атмосферные явления или метеоры.

## Психосоциальные гипотезы происхождения НЛО
Известно, что ещё К. Г. Юнг рассматривал сообщения о НЛО как современный миф, он отмечал возможную связь между дискообразной формой «летающей тарелки» и «мандалой» — оккультным символом в индуизме и буддизме, олицетворяющем целостность, завершённость. Большую заинтересованность НЛО во второй половине XX века Юнг объяснял стремлением человека к гармонии в неспокойное время. В советской литературе подобное этому объяснение феномена НЛО пользовалось известной популярностью.
Так, в 1979 г. в «Советской этнографии» появилась статья некоего И. В. Санарова «НЛО и энлонавты в свете фольклористики», где заявляется, что проблема НЛО «имеет к фольклору самое непосредственное отношение: большинство сведений о НЛО основано на устных рассказах очевидцев». Не поднимая вопроса о достоверности сообщений о НЛО, Санаров перечисляет элементы рассказов о встречах с НЛО, роднящих их с быличками (равно как и детали, отличающие их от быличек).
| Свойства быличек | Свойства сообщений о контактах с НЛО |
| --- | --- |
| «Быличка — это рассказ о конкретном случае, связанном с определённой местностью и определёнными лицами»                                                                                                   | «Рассказ о встрече с НЛО или энлонавтами — это своеобразный отчёт очевидца, свидетельское показание... За редким исключением, это всегда документированный рассказ, с указанием определённого лица, даты и времени события, места наблюдения, иногда с зарисовкой увиденного» |
| «Своеобразие формы былички определяется тем, что это рассказы о столкновении человека с потусторонним миром, рассказы не только о чём-то необыкновенном, но необъяснимом и страшном»                      | «Этим своеобразием отличаются и рассказы о НЛО. Рассказчик стремится подчеркнуть невероятность случившегося. Необычность явления подчёркивается и описанием чувства страха»                                                                                                   |
| «Внезапность описываемого события для повествователя характерна для быличек» | «...рассказчик всегда подчёркивает внезапность, неожиданность этой встречи» |
| «Раньше лешие подсаживались в телегу или в сани: „лошади останавливаются, никакие усилия кучера не могут их сдвинуть с места“»                                                                            | «Теперь аналогичное происходит с современными транспортными средствами — машинами с двигателями внутреннего сгорания или моторными лодками» |
| «...лешие, водяные и прочая нечистая сила, склонны похищать детей и взрослых» | смотри статью о похищениях |
| «Потеря памяти — ...это типично и для встреч с со старыми мифологическими или сказочными персонажами: человек либо просто забывает, что с ним было, либо сообщает о запрете говорить о случившемся с ним» | Missing time — явление, когда у человека «выпадают» в памяти те или иные детали пережитого им похищения или контакта с НЛО |
| «После встречи с лешим, русалкой, водяным, хозяином земных недр человек начинает задумываться, становится мрачным, угрюмым, пропадает или даже гибнет»                                                    | Отмечаются изменения физического и психического состояния очевидцев НЛО |

«Всё это, — заключает Санаров, — позволяет сделать вывод о том, что рассказы о НЛО и энлонавтах — это действительно типичные былички, тесно связанные с народными поверьями. Поэтому следует, на наш взгляд, уточнить утверждение о распаде быличек как жанра, о их „деградации и умирании“ в наше время: можно лишь говорить о распаде или трансформации сюжета. Не быличка „превращается в сказку или даже в анекдот“, а сюжет, характерный прежде для быличек, теперь переходит в жанр сказок или анекдотов. Но на смену этому сюжету приходит другой. В данном случае быличка полностью сохранила свою форму, изменились её „герои“: на место устаревших чертей и леших с их телегами и тарантасами пришли энлонавты с их „летающими тарелками“, или НЛО. И эта замена произошла даже не на основе абсолютно нового сюжетного материала: он зрел, можно сказать, в течение многих веков. …Старая быличка жива не только по жанровым, но и по композиционным особенностям, характеру бытования и функциональной направленности».
Высказывались мнения, что огромное количество сообщений о НЛО и повышенный интерес к ним могут быть объяснены каким-нибудь кризисом, переживаемым населением того или иного государства. Например, в конце 1940-х в США и во время перестройки в СССР отмечалась большая заинтересованность в проблеме НЛО, в это время сообщалось о их наблюдении. Эта версия может трактоваться двояко: с одной стороны, поток свидетельских сообщений об НЛО и массовый интерес к ним истолковывают как проявление невротизации общества (рост числа людей с психическими расстройствами, развитие сомнений в традиционных религиозных или материалистических картинах мира, массовая тяга к чудесному или страх перед непознанным); с другой стороны, интерес к НЛО может подогреваться спецслужбами, стремящимися отвлечь внимание общества от кризисных явлений. Некоторые увязывают рост увлечения НЛО с расцветом движения «Нью-Эйдж».
Советский уфолог Ф. Ю. Зигель высказывался, что если наблюдения НЛО вызываются галлюцинациями, «тогда психиатрии придётся объяснить причину глобального психического заболевания человечества, психоза, свойственного всем поколениям…» Даже Юнг признавал в книге «Flying saucers: a modern myth of things seen in the sky» (1959), что «есть серьёзные основания полагать, что это простое объяснение не срабатывает. Насколько я знаю, установлено и подтверждено многочисленными наблюдениями, что НЛО не только видели свидетели, но и регистрировали на своих экранах радары, а также они оставили следы на фотографической пластинке. Из этого следует сделать простой вывод: либо парапсихологические проекции отражают сигналы радара, либо внешний вид реальных объектов способствует мифологическим проекциям».

## Версия антропогенного происхождения НЛО

### Варианты версий антропогенного происхождения НЛО
1. Дискообразные летательные аппараты Третьего рейха. В 1995 г. В. А. Харбинсон написал книгу «Проект НЛО», где сообщал, что весной 1941 г. Рудольф Шривер сконструировал небольшой реактивный дистанционно управляемый диск, который впервые был испытан в июне 1942 г.. Также Шривер построил круглый самолёт около 137 футов в диаметре в Харцских горах в 1944 г.. Согласно сведениям Харбинсона, один из этих самолётов был секретно запущен 14 февраля 1945 г.[1], Шривер утверждал, что его летательный аппарат мог развивать скорость до 4200 км/ч, а летать мог до шести тысяч км, по его словам, планы были выкрадены союзниками перед концом Второй мировой войны. Он был убеждён до самой смерти в конце 1950-х гг., что обилие сообщений о «летающих тарелках» после войны свидетельствует о том, что его идеи были развиты.
Подобные летательные аппараты, 39- и 68-метровые «диски Белонце», пытался построить австрийский изобретатель Виктор Шаубергер. Его аппарат якобы поднимал в воздух «бездымный и беспламенный» двигатель, который «потреблял лишь воду и воздух». По сообщениям, при испытании одного из них, диск за 3 минуты достиг 15-километровой высоты, развив скорость 2200 км/ч.[6]
Как только после Второй мировой войны в Америке начали искать объяснение феномену НЛО выдвигались гипотезы, что они запускаются с секретных баз в амазонских сельвах или в Антарктиде выжившими нацистами.
2. Разведывательные летательные аппараты Советского Союза. С самого начала изучения американскими ВВС, что происходило в конце 1940-х, НЛО рассматривались как возможные новейшие советские технологии. Гипотеза подтверждения не получила.

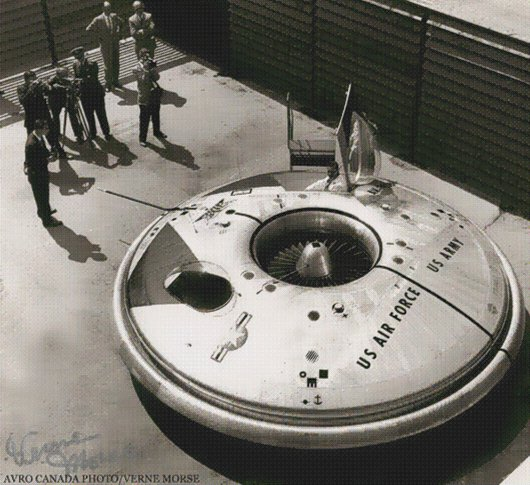
«Avrocar» диаметром 5,48 м был испытан в Канаде в 1959 г., но испытания не прошёл.

3. Летательные аппараты США.«Avrocar» диаметром 5,48 м был испытан в Канаде в 1959 г., но испытания не прошёл. Высказывались также предположения, что наблюдаемые на территории США неизвестные небесные предметы являются американскими летательными аппаратами, возможно, созданными на основе добытых нацистских экспериментальных образцов или же на основе захваченной инопланетной техники. В Соединённых Штатах и в Канаде действительно проводились попытки построить дискообразные летательные аппараты, однако чаще всего они оказывались безуспешными: дисковидная форма не способствует требуемому аэродинамическому эффекту. Все известные сегодня тогдашние попытки изобретения летающих дисков не могут сравниться по манёвренности с описываемыми тогда же НЛО.
4. Космический мусор. Высказываются также предположения, что наблюдаемые в околоземном пространстве неизвестные объекты являются космическим мусором. На сегодня в околоземном космическом пространстве летает около 10 000 различных объектов, поперечник которых превышает 10 сантиметров, и все они являются продуктами жизнедеятельности человечества. В космосе кроме мелких деталей от вышедших из строя аппаратов, так же находятся крупные объекты: примерно из 3100 околоземных спутников 2/3 являются бездействующими и неуправляемыми[7]. Также на орбите захоронения находятся десятки отработанных ядерных ректоров от космических аппаратов. Все эти объекты могут вызывать свечение в ночном небе и ложные подозрения у наблюдателя.
5. Деятельность тайных обществ. Высказывались предположения, что сообщения о НЛО вызываются и стимулируются тайными орденами, наподобие франкмасонских лож, вынашивающих планы мирового господства. Энтузиасты этих гипотез убеждены, что наблюдения НЛО, похищения являются следствием воздействия на человеческую психику, применения новых технологий вкупе с тайными знаниями древних. Такие идеи рассматривались в книге Жака Валле «Вестники обмана»[2].
6. Атланты. Также среди экзотических гипотез происхождения НЛО есть предположение о том, что НЛО запускаются атлантами с океанического дна — гипотеза восходит ещё к концу 1940-х гг.

### Доказательства гипотез об антропогенном происхождении НЛО
1. В разные периоды Нового времени НЛО выглядели соответственно тогдашнему уровню развития техники, хотя и превосходившего его. Например, во время зарождения дирижаблестроения были популярны рассказы о сигарообразных воздушных кораблях; когда развивалась авиация, рассказывалось о самолётах-призраках; когда стало известно о ракетостроении в Нацистской Германии, в скандинавских странах рассказывали о ракетах-призраках.
2. Возле НЛО замечены существа, неотличимые от людей, в редких случаях даже, по словам очевидцев, в «военной» форме. О «людях» возле НЛО в «военной» форме рассказывал ещё очевидец воздушного корабля.
3. Чёрные вертолёты без опознавательных знаков часто были замечены в США в местах, где часто сообщали о наблюдении НЛО или отмечали случаи увечья скота. Иногда они даже садились, и из них выходили люди в «военной» же форме.

### Доводы против гипотез об антропогенном происхождении НЛО
1. НЛО в некоторых случаях проявляли свойства, которые заставляли усомниться в том, что они твёрдые.
2. Некоторые манёвры НЛО, вроде разворота под прямым углом на большой скорости губительны для любого живого существа, в том числе и для человека, если таковой в этот момент находится внутри объекта.
3. НЛО наблюдались задолго до того, как настала научно-техническая революция — наиболее веский аргумент.

## Ультраземные гипотезы происхождения НЛО
Так называемые Ultraterrestrial hypothesis Архивная копия от 30 августа 2009 на Wayback Machine предлагают версию о земном происхождении НЛО (уфолог Джон Киль призывал «рассматривать НЛО в земных или в ультраземных рамках, то есть думать о них как о своих ближайших соседях, от которых вас отделяет только забор»); некоторые развивают идеи, что «летающие тарелки» запускаются цивилизациями, обитающими на Земле параллельно человеческой, или же что НЛО являются неизвестными существами, живущими на Земле же.

### Подземные цивилизации
В марте 1945 г. в журнале «Amazing Stories», редактором которого был Реймонд Палмер (англ. Raymond Palmer) (1910—1977), появились сообщения Палмера о сварщике Ричарде Шевере (англ. Shaver), который утверждал, что, работая со сварочным аппаратом, начал слышать голоса. По мнению Шевера, под землёй локализована цивилизация так называемых «дерос» — карликовых существ, из-под земли облучающих вредоносными лучами людей. Впоследствии под влиянием сообщений о наблюдении НЛО К. Арнольдом (Палмер даже был соавтором книги Арнольда «The coming of the saucers») Палмер высказывался, что неопознанные летающие объекты появляются над землёй, проникая через отверстия в северном или Южном полюсе.

### Живые НЛО
Ещё Кеннет Арнольд (смотри «Случай в Каскадных горах») предполагал, что наблюдавшиеся им в 1947 году «летающие тарелки» являются неизвестными науке существами, обитающими в земной атмосфере, «чем-то вроде воздушных медуз». Идеи о таких существах высказывались ещё в произведении Эрика Френка Рассела (англ. Eric Frank Russell) «Sinister Barrier» (1939) и в рассказе А. К. Дойля «Ужас высот».
В 1955 году некая графиня Зоя Василько-Серецки предложила рассмотрение гипотез об атмосферных существах и населила верхние слои атмосферы похожими на пузыри светящимися животными, которые становятся сигарообразными при полёте, а энергию они получают из атмосферы. В 1978 году вышла книга Тревора Джеймса Констебла (англ. Trevor J. Constable) «Sky creatures», где развивались идеи о том, что НЛО представляют собой обитающие исключительно в атмосфере одноклеточные (криттеры) размерами от нескольких сантиметров до километра. Эти существа якобы испускают инфракрасные лучи, благодаря чему остаются невидимыми.

## Гипотезы возникновения НЛО впараллельных мирах
Существуют гипотезы, по которым контакты с НЛО увязывают с идеями о существовании так называемых параллельных миров. Этими гипотезами пытаются объяснить наблюдающуюся способность неопознанных летающих объектов исчезать или появляться, также способность существ, чьё появление связывают с НЛО (энлонавтов), проходить сквозь стены, ходить по стенам в горизонтальном положении. Авторы книги «Life beyond planet Earth?» Джанет и Колин Борд (англ. Bord) считают, что энлонавты, называя себя инопланетянами и предупреждая о возможных на Земле техногенных катастрофах, желают предотвратить катастрофы и в их мире и не допустить, чтобы человечество узнало об их существовании.
Основателем гипотезы считается Мид Лейн, который в книге «Эфирный корабль и его объяснение» писал, что НЛО пребывают из некоего эфира — материи, заполняющей межпланетное пространство, что состоят они из «желеобразной» материи, способной менять форму и размеры. По его мнению, НЛО пилотируют эфиряне — невоспринимаемые существа из иного мира, живущие на иной, чем люди, «частоте вибраций» (приводится аналогия: лопасти вентилятора также становятся различимыми, лишь когда понижают «частоту вибраций»).
В 1950-х житель Орегона (США) А. Франческа (англ. Aleutia Francesca) якобы контактировал с некоей личностью по имени Орлон (англ. Orlon), который среди всего прочего сообщил, что его народ хочет просветить человечество. 8 января 1968 года Орлон якобы сообщал:

Тарелки, о которых вы говорите, являются совершенно реальными космическими телами, наделёнными конкретным сознанием. Они двухразмерны, могут одновременно находиться в третьем и четвёртом измерениях или, по желанию, в каком-нибудь из них. Они могут невероятно переплетать измерения и друг друга, что совершенно непостижимо для нашего неподготовленного сознания. Однако наступает момент, когда «вуаль» спадает и наше измерение принимает их так, как они должны выглядеть в нём. И тогда их видят многие. И создаётся впечатление, что они неожиданно в большом количестве появляются в наших небесах. В действительности же это не так. Они всегда в наших небесах, но человек не всегда способен их увидеть.

## Гипотезы опутешествиях НЛО во времени
По этой гипотезе НЛО являются машинами времени, управляемыми людьми будущего (по прогнозам некоторых учёных, человек в будущем эволюционирует в приземистое существо с огромной головой и малыми челюстями — существо, отмечаемое при появлении НЛО) или прошлого (гипотетические древние цивилизации, наподобие атлантов, способные путешествовать во времени). Этой гипотезой можно объяснить поведение НЛО, которое при желании можно истолковать как опасение вступать в контакты с людьми, случаи внезапного появления и исчезновения объектов на глазах у очевидцев.
Из книги В. А. Черноброва «Энциклопедия уфологии»:

16 октября 1954 года в Сьер-де-Ривьер (департамент Верхняя Гаронна) фермер, возвращавшийся с поля во время дождя, заметил летящий на высоте 50 метров сероватый двухметровый диск. Когда НЛО пролетал над очевидцем, вдруг «время как бы остановилось, капли дождя повисли в воздухе, дождь тем самым прекратился, дрожащая кобыла, словно позабыв про притяжение Земли, плавно поднялась в воздух…» Продолжался такой «стоп-кадр» ровно столько, сколько времени человек и животное находились внутри сферы влияния объекта (то есть несколько секунд), затем, как только они вновь оказались вне сферы, НЛО «резко полетел быстрее, кобыла опустилась на землю, капли дождя тоже полетели вниз». Произошло это, по мнению очевидца, через… 10 минут и никак не ранее!

## Сверхъестественные гипотезы происхождения НЛО
Данные гипотезы были востребованы на протяжении всей истории человечества, но в XX веке имели намного меньшую популярность, нежели, например, версии о внеземном происхождении НЛО; правда с 1970-х гг. наблюдается некоторый их расцвет.

### Тэнгу
В 1828 г. вышла книга Кокон Ёмико «Исследования волшебных существ, древних и современных», где рассказывалось о японском мальчике Торакити, который утверждал, что виделся с тэнгу — длинноволосым горным духом. Об этой истории в 1820 г. якобы услышал врач Хирата Ацутанэ и отыскал Торакити, рассказавшего ему о том, что в семилетнем возрасте, в 1812 г., он повстречал длинноволосого «человека» с сосудом. Человек забрался в этот сосуд, который потом поднялся в воздух и улетел. На следующий день Торакити вновь встретился с этим «человеком», который предложил ему полететь вместе в этом сосуде. Когда тот согласился, они перенеслись в нём на вершину горы, на которой, как считал Торакити, часто собираются тэнгу.
Торакити часто, но с перерывом, совершал подобные «полёты», по нескольку месяцев отсутствовал дома. Торакити рассказывал, что во время одного из «полётов» оказался на холодных землях, населённых людьми, поклонявшимися изображениям человека на кресте и женщины с ребёнком на руках. Тэнгу сообщил Торакити, что они исповедуют «неправильную» веру, и даже плевался на эти изображения.
Далее Торакити рассказывал, что летал на Луну, при этом чувствовал холод. По его словам, они приблизились к ней на расстояние 600 футов и увидели, что она покрыта морями, полными чем-то, что Торакити сравнивал с грязью. На одном из участков поверхности он увидел дыры, сквозь которые просвечивали звёзды.

### Демоны
Англичанин Роберт Бертон в труде «Анатомия меланхолии» описывает некоторые свойства падших ангелов, роднящих их с описываемыми НЛО: «Многие отцы церкви утверждают, что в результате падения тела этих духов стали более воздушными и нечувствительными… Полагают, что их форма абсолютно круглая, как у Солнца или Луны, поскольку это самая совершенная форма, без шероховатостей, углов… или выступов. Однако их форма является самой совершенной из всех совершенных тел. Поэтому все духи… круглой формы… могут принимать любые другие формы, какие захотят, и достигать внешнего сходства с кем угодно, они перемещаются в пространстве исключительно быстро, способны преодолевать многие мили за одно мгновение. Духи умеют также… тела людей… перемещать их в пространстве с удивительно большой скоростью… Они могут создавать в воздухе замки, дворцы, армии, различные образы, чудеса, а также объекты, совершенно непривычные для человеческих глаз, могут создавать запахи, привкусы и обманывать все органы человеческих чувств. Так во всяком случае считает большинство тех, кто пишет труды на подобные темы».
Православный священник, один из основателей Братства св. Германа с Аляски (монастырской коммуны в Палатине [ Калифорния ]), отец Серафим (Роуз) (англ. Seraphim Rose) (1934—1982) в своих трудах высказывал предположение, что наблюдения НЛО вызываются «деятельностью злых духов». Роуз окончил Помонский колледж и Калифорнийский университет в Беркли, где изучал богословие, лингвистику и философию. Он отмечал сходство некоторых обстоятельств близких контактов с НЛО с оккультизмом и высказывался о том, что видения НЛО вызываются дьяволом, желающим отвлечь людей от Бога и подготовить к принятию Антихриста, чьё появление, согласно Священному писанию, должно сопровождаться небесными знамениями.
Некоторыми авторами приводятся параллели между обстоятельствами современных случаев контакта с НЛО и энлонавтами и свойствами некоторых бесов, описанных в демонологической литературе. Ниже приводится таблица истолкования тех или иных проявлений контактов с НЛО с позиций христианской доктрины.
| Свойства, приписываемые нечистой силе | Некоторые аспекты сообщений о контактах с НЛО и «похищений» |
| --- | --- |
| Ради отвращения человека от Бога демоны часто прибегают ко лжи | Энлонавты в некоторых случаях обманывали очевидцев, в частности, называясь пришельцами с других планет, явно необитаемых (Марса, Венеры, пр.), призывали к распространению учений, не согласующихся с христианскими догматами (смотри «Фрай, Дэниел», «Бетурум, Трумен», также «Раэлиты»)            |
| Появление демонов может сопровождаться запахом серы | С НЛО связывают некоторые неприятные запахи, вроде серы или миазмов. |
| В средневековой традиции левитацию зачастую человека объясняли сношениями с нечистой силой (например, полёт Симона-мага); ведьмы летали на шабаши при помощи мази, изготовленной из младенческого жира                         | При «похищениях» в некоторых случаях потерпевший может левитировать. Например, Линда Кортиль, жившая в небоскрёбе Манхэттена, утверждала, что её несло в воздухе в сторону зависшего у окна НЛО. Случай расследовался Баддом Хопкинсом.                                                              |
| Согласно Библии, перед Вторым пришествием Христа должны явиться «великие знамения с неба» (Евангелие от Луки 21:11); в Откровении 13:11—13:13 сказано о рогатом звере, который «и огонь низводит с неба на землю перед людьми» | Многие евангельские протестанты рассматривая библейские пророчества, полагали, что обилие неопознанных летающих объектов во второй половине XX века свидетельствует о скором конце света. (На самом деле, массовые наблюдения НЛО не ограничиваются двадцатым веком, смотри «Историю феномена НЛО».) |